# زكي صالح (مخرج)
زكي صالح (بالإنجليزية: Zaki Saleh) مخرج مصري من مواليد 20 سبتمبر 1929، عمل في بداية مشواره الفني كمساعد مخرج لعدد كبير من المخرجين المصريين منهم: نجدي حافظ - زهير بكير - عاطف سالم - أحمد ضياء الدين - حسن الصيفي - يوسف معلوف - عيسى كرامة، كما قام بالتمثيل في بعض الأفلام. سافر إلى سوريا ولبنان في بداية السبعينات وعمل مخرجا في القوات المسلحة هناك وعاد عام 1974 وواصل أعماله في مصر حتى توفي يوم 8 نوفمبر 1978 عن عمر يناهز 49 سنة.

## قائمة أفلامه (إخراج)
دائرة الشك 1980
إحترس... نحن المجانين 1978
شقة وعروسة يارب 1978
البنت الحلوة الكدابة 1977
غراميات عازب 1976
إمبراطورية المعلم 1974

## قائمة أفلامه (مساعد مخرج)
مراتي مليونيرة 1975 - النصابين الخمسة 1974 - شقة للحب 1973 - مسك وعنبر 1973 - زواج بالإكراه 1972 - جسر الأشرار 1971 - اللص الظريف 1970 - بحبك يا حلوة 1970 - رحلة شهر العسل 1970 - سارق المحفظة 1970 - خياط للسيدات 1969 - الصعاليك 1968 - فندق الأحلام 1968 - في طريقي رجل 1967 - آخر العنقود 1966 - الجريمة الضاحكة 1963 - أيام زمان 1963 - حياة عازب 1963 - صراع الجبابرة 1962 - حب وعذاب 1961 - حايجننوني 1960 - عودة الحياة 1959 - صراع مع الحياة 1957 

## قائمة مؤلفاته
معملش حسابها 1962 (سيناريو وحوار) - فطومة 1961 (قصة وسيناريو وحوار) - لن اعترف 1961 (قصة) - قاطع طريق 1959 (قصة وسيناريو وحوار) - بنت البلد 1954 (قصة وحوار) - ابن ذوات 1953 (تأليف وحوار)

## قائمة أفلام مشاركته في التمثيل
رحلة شهر العسل 1970 - حياة عازب 1963 - أبو الدهب 1954 - السيد البدوي 1953 - لعبة الست 1946 - أحلاهم 1945

## وصلات خارجية
- زكي صالح على موقع IMDb (الإنجليزية)
- زكي صالح على موقع الدهليز
- زكي صالح على موقع قاعدة بيانات الأفلام العربية
- زكي صالح على الدهليز
- زكي صالح على كاروهات